# Jan Albrecht I
Jan Albrecht I (ur. 23 grudnia 1525 r., zm. 12 lutego 1576 r.) – książę Meklemburgii-Güstrow od 1547 do 1556 r., książę Meklemburgii-Schwerin od 1556 r.

## Życiorys
Jan Albrecht był synem księcia meklemburskiego na Güstrow Albrechta VII i Anny, córki margrabiego brandenburskiego Joachima I Nestora. W 1547 r. zmarł jego ojciec i Jan Albrecht odziedziczył księstwo Meklemburgii-Güstrow. Z kolei po śmierci stryja, Henryka V Zgodnego w 1552 r. objął pozostałą część Meklemburgii (Meklemburgię-Schwerin). Jednak już w 1555 r. zmuszony został do wydzielenia Meklemburgii-Güstrow swemu młodszemu bratu Ulrykowi. 
Wychowany w duchu częściowo katolickim, częściowo protestanckim, jeszcze w 1547 r. Jan Albrecht na życzenie ojca walczył po stronie katolickiej (w wojsku cesarskim) w wojnie szmalkaldzkiej. Po objęciu rządów zaprowadził jednak w swoim księstwie luteranizm (ogłosił to wraz ze stryjem w 1549 r.), sprzymierzył się z północnoniemieckimi książętami protestanckimi, a w 1552 r. uczestniczył już po stronie książąt protestanckich w wyprawie przeciwko cesarzowi. Zreorganizował uniwersytet w Rostocku i organizację kościelną w Meklemburgii. Przełożył fragmenty Biblii. Interweniował w Polsce w obronie swego młodszego brata Krzysztofa, który miał zostać arcybiskupem Rygi jednak wskutek knowań ze Szwedami został uwięziony przez króla polskiego; Jan Albrecht uzyskał jego uwolnienie w zamian za zrzeczenie się pretensji do stanowiska arcybiskupiego. W 1573 r. ustanowił, iż dziedziczenie tronu w Meklemburgii będzie następować na zasadzie primogenitury.
Po ślubie usiłował uzyskać u teścia zapewnienie sukcesji w Prusach lub przynajmniej opiekę nad małoletnim szwagrem Albrechtem Fryderykiem.

## Rodzina
24 lutego 1555 r. Jan Albrecht ożenił się z Anną Zofią, córką księcia Prus Albrechta Hohenzollerna (byłego wielkiego mistrza zakonu krzyżackiego). Z małżeństwa tego pochodziło trzech synów:
- Albrecht (1556–1561),
- Jan VII (1558–1592), następca ojca jako książę Meklemburgii,
- Zygmunt August (1560–1600), regent Meklemburgii za małoletności synów Jana VII, mąż Klary Marii, córki księcia pomorskiego Bogusława XIII.